# مسافر: حلب - إسطنبول
مسافر: حلب - إسطنبول فيلم درامي تركي أُنتج عام 2017. من تأليف وإخراج التركية أنداش هازيندار أوغلو، وبطولة صبا مبارك والطفلة روان سكاف، وباستثناء صبا، فكل فريق التمثيل في الفيلم لاجئون سوريون حقيقيون ويمثلون للمرة الأولى، وهو إنتاج مشترك بين الشركات التركية مع شركة بان ايست ميديا من الأردن. عرض الفيلم أول مرة عالمياً ضمن مهرجان أنطاليا السينمائي الدولي في دورته الـ25.

## القصة
يدور الفيلم حول رحلة (لينا) و(مريم) أثناء هربهما من الحرب في سوريا. (لينا) فتاة في العاشرة من العمر، فقدت عائلتها في الحرب، واضطرت إلى أن تبدأ طريقها إلى تركيا مع شقيقتها الرضيعة وجارتهم (مريم)، بصحبة لاجئين آخرين. وبينما كانت (لينا) ترغب في العودة إلى الوطن، كان أمل (مريم) هو الوصول إلى أوروبا.

## طاقم العمل
- صبا مبارك (مريم)
- روان سكاف (لينا)
- إسين جوندوجدو
- يسيم سيرين بوزوجلو
- محمد رفقي
- سيبنيم دونميز